# Décès en mai 1988
Décès
- 1984
- 1985
- 1986
- 1987
- 1988
- 1989
- 1990
- 1991
- 1992

Pour une information complémentaire, voir la page d'aide.

| Date   | Nom                    | Activités                                   | Âge      | Source |
| ------ | ---------------------- | ------------------------------------------- | -------- | ------ |
| 4 mai  | Stanley William Hayter | peintre britannique                         | 86       |        |
| 6 mai  | Costantino Nivola      | peintre et sculpteur italien                | 76       | (en)   |
| 8 mai  | Domingo Ortega         | matador espagnol                            | 80       |        |
| 8 mai  | Robert A. Heinlein     | écrivain de science-fiction américain       | 80       |        |
| 10 mai | Ciarán Bourke          | chanteur et musicien irlandais              | 53       | (en)   |
| 10 mai | Shen Congwen           | écrivain chinois                            | 85       |        |
| 13 mai | Omer Taverne           | coureur cycliste belge                      | 83       |        |
| 13 mai | Chet Baker             | trompettiste de jazz américain              | 58       |        |
| 15 mai | Andrew Duggan          | acteur américain                            | 64       |        |
| 16 mai | Arthur Dennington      | compositeur et chef d'orchestre britannique | 84       |        |
| 16 mai | Charílaos Mitrélias    | juriste et un homme politique grec          | 90 ou 91 |        |
| 17 mai | Jean-Baptiste Corlobé  | peintre français                            | 84       |        |
| 18 mai | Daws Butler            | acteur et scénariste américain              | 71       |        |
| 20 mai | Víctor Unamuno         | footballeur espagnol                        | 78       | (en)   |
| 20 mai | René Defossez          | compositeur et chef d'orchestre belge       | 83       |        |
| 21 mai | Sammy Davis Sr.        | danseur américain                           | 87       | (en)   |
| 23 mai | Roberto Succo          | tueur en série italien                      | 26       |        |
| 24 mai | Ramón Bruguera         | footballeur espagnol                        | 89       |        |
| 28 mai | Ray Sutter             | peintre et maître-verrier français          | 68       |        |